# ساليف ساني
ساليف ساني (بالفرنسية: Salif Sané)‏ (مواليد 25 أغسطس 1990) هو لاعب كرة قدم سنغالي يلعب حاليًا لصالح نادي هانوفر 96.

## روابط خارجية
- ساليف ساني على موقع الاتحاد الدولي (مؤرشف)  (الإنجليزية)
- ساليف ساني على موقع رابطة كرة القدم الفرنسية للمحترفين (الإنجليزية)
- ساليف ساني على موقع قاعدة بيانات كرة القدم.إي يو (الإنجليزية)
- ساليف ساني على موقع بيانات كرة القدم. دي إي (الألمانية)
- ساليف ساني على موقع ليكيب (الفرنسية)
- ساليف ساني على موقع ناشيونال فوتبول تيمز (الإنجليزية)
- ساليف ساني على موقع Soccerway.com (الإنجليزية)
- ساليف ساني على موقع عالم كرة القدم.نت (الإنجليزية)
- ساليف ساني على موقع AS.com (الإسبانية)